# Українські Соловки
«Украї́нські Соловки́» — збірник історичних нарисів і статей українського журналіста й письменника Сергія Шевченка, виданий у співавторстві з істориком Дмитром Вєдєнєєвим.

## Зміст
Книжка, що вийшла друком 2001 року в Києві, вміщує документальні розповіді про долі соловецьких політв'язнів з українського «розстріляного відродження» (Лесь Курбас, Валер'ян Підмогильний, Григорій Епік та ін.), а також про деяких репресованих за доби тоталітаризму діячів УНР, вояків УПА. Вступне слово «Сказати всю правду» написав до збірника доктор історичних наук, професор Юрій Шаповал.
В основі творів — розсекречені архівні документи спецслужб України і Російської Федерації. У першій частині збірника розповідається про пошукові експедиції, що працювали на Соловках, в Архангельську, Республіці Карелії (Петрозаводськ, Медвеж'єгорськ, Сандармох). Видання ілюстроване фотознімками Соловків, Карелії, інших місць, де функціонували установи ГУЛАГу. Як член редколегії 3-томника «Остання адреса: до 60-річчя соловецької трагедії» (1997–1999) С. Шевченко очолював експедиції, що віднайшли в архівах ФСБ РФ унікальні документи про політв'язнів-українців, надрукував про них газетні статті — це все стало частиною творчого доробку, який згодом переріс у книжки «Українські Соловки», «Архіпелаг особливого призначення», «Розвіяні міфи. Історичні нариси і статті», «Соловецький реквієм», «Імперія терору» та інші.

## Рецензії та відгуки
- Тут вміщено нариси, науково-популярні статті про експедиції на острови й у Сандармох, про роботу в архівах Архангельська й Петрозаводська, документальні оповіді про невільників, чиїми кістками покрито Соловецький архіпелаг і Карелію, про репресованих кобзарів, політиків, про художника Ніла Хасевича, про загибель командувачів УПА Клима Савура й Романа Шухевича, про українську еміграцію 1920-х... (Овсієнко В. В. Голос українських Соловків [Архівовано 6 квітня 2015 у Wayback Machine.] // Україна молода : газета. — 2014. — 23 жовтня.)

- Основой произведений, вошедших в сборник, стали документальные материалы из архивов спецслужб Украины и Российской Федерации... (Голотюк И. На соловках как раньше, так и теперь сидят одни украинцы… [Архівовано 18 травня 2015 у Wayback Machine.] // Факты и комментарии : газета. — 2001. — 30 серпня.)
- Про пошукову роботу в Архангельському регіоні та Республіці Карелії розповідає учасник експедицій полковник Сергій Шевченко... Деякі унікальні фотознімки публікуються вперше, тож нове видання зацікавить і фахівців, і масового читача.[1]

- Книжка написана вишуканою мовою і читається легко, а драматизм біографій українських діячів надає їй інколи детективного забарвлення. (Ігор Верба. Книжкова полиця, рецензії [Архівовано 26 квітня 2017 у Wayback Machine.] // Воєнна історія : журнал. — 2002. — № 3–4.)

- Книга буде цікава для всіх, хто хоче знати про часи «великого терору» й тих патріотів, які боролися до останнього за свободу й незалежність України... Книга багата фактажем, цікава реалістичною розповіддю про соловецьких в’язнів, найперше українців, зворушлвими сторінками про нескорених і нині не забутих нами.[2]

## Анотації
«Что нам прелести свободы, счастье нам и в Соловках», — писалося в журналі, що видавався наприкінці 20-х у СЛОНі (рос. — Соловецком лагере особого назначения). Ці слова ніколи не будуть епіграфом до нашого видання. Щастя в тюрмі або в ярмі — для рабів, чиї тіла й душі будівничі держави диктатури пролетаріату кидали в її підмурівок... Розповідаючи про драматичні події доби «великого терору», про долі людей, закатованих тоталітарною Системою, ми прагнемо крізь призму минулого бачити сьогодення. Спираючись на документи убивчої сили, хочемо, щоб люди читали, думали, робили висновки. Бо «саме політика, — за висловом Івана Драча, — розвертає всіх нас таким чином, що ми мусимо пам'ятати Розстріляне Відродження, щоб зберегти наше Майбутнє»...
...Від селища Соловецького до місця, де припнуто карбас Степана Дашкевича, їдемо спочатку «мікроавтобусом», якщо так можна назвати бувалий у бувальцях допотопний УАЗ. Це просто якась подряпана зсередини й побита іззовні бляшанка на колесах, що нагадує і кольором, і формою пересувний цинковий ящик для патронів. І коли авто рухається, пасажири в ньому, як розсипані боєприпаси, літають «салоном» уздовж та впоперек упереміш із сумками та корзинами.
А соловецькі лісові ґрунтівки — це щось неймовірне! Про них можна складати поему в стилі Роберта Рождественського, який у колишньому СРСР мріяв про «п’ятирічку доріг». За кермом свого залізного мустанга пан Степан, кремезний, мов той ведмідь, із витрішкуватими очима, налитими... ні, не кров'ю, а сказати б просто — налитими, здається бувалим пілотом на якомусь із скажених етапів суперперегонів «Кемел-трофі». Це ж треба так перти самохідною цинковою труною по ковтьобах і купинню, поміж ялинами та березами, щоб пасажирові навіть сідати не хотілося. Тільки б на ногах встояти, тримаючись, точніше, хапаючись за все, що можна! Даруйте, якщо в описі поїздки УАЗом десь передав куті меду, але, повірте, це не зі зла. Це від щирого захоплення!
Не подвиг, справді, проїхатися лісом у тому колоритному авто. З нами ж, між іншим, і дами були в салоні — дружина Степана, її подруга, а також дві молоді працівниці музею. Їх супроводжував хлопчина — теж музейник. А серед речей, які везла на Анзер уся ця весела компанія — горбовики, рюкзаки, відра, корзини, великі й маленькі сумки, кофри, мішки, баул і навіть... велосипед! Як у того дідуся Маршака. Не вистачало тільки «маленькой собачонки»...
Коли вторований путівець плавно перейшов у тривале бездоріжжя, а потім різко обірвався в лісовій хащі, де УАЗ ледь не вперся фарами в порослий мохом стовбур якоїсь товстелезної деревини — нарешті вдалося автоначинці вивалитися на повітря й перевести подих. Шкода, досхочу натішитися волею не довелося. Засукавши рукави, метушливі адамові ребра почали жваво потрошити черево ще теплого залізного коня. Джентльмени мусили підхопити почин, а відтак, підхопивши (за декілька ходок) усе привезене добро, чоловіче товариство хутко перетягло поклажу з лісу на узбережжя морської затоки. Потім речі повантажили в місткий дерев'яний карбас, і поки Степан умовляв мотор, хтось устиг подихати свіжим повітрям через цигарку, а хтось і поласувати жменею запашної чорниці.
Аж ось рокіт двигуна розірвав казкову тишу й підняв на крило з мілководдя зграйку біломорських чайок.
 — Поєхалі! — мовив Степан по-гагарінськи і ми полегшено зітхнули. Здавалося, всі труднощі лишилися на береговій смузі, що повільно віддалялася. Ми ще не знали, які пригоди чекатимуть нас цього вечора на Анзері...

## Відзнаки
За серію статей, покладених в основу збірника «Українські Соловки», секретаріат Національної спілки журналістів України визнав С. Шевченка переможцем у конкурсі професійної майстерності в номінації «Журналістська акція» (постанова секретаріату НСЖУ від 14.05.2004).